# Fordított arányosság
A fordított arányosság két együtt változó mennyiség kapcsolatát fejezi ki. A matematikában két mennyiség fordítottan arányos, ha szorzatuk állandó. Konkrétabban, ha az egyik mennyiség a duplájára nő, akkor a másik mennyiség megfeleződik. Általában, ha az egyik mennyiség a valahányszorosára változik, akkor a másik mennyiség megváltozása ennek reciprokszorosa. A köznyelvben a fordított arányosság csak annyit jelent, hogy ha az egyik mennyiség nő, akkor a másik csökken, de szorzatuk nem feltétlenül állandó.
A két mennyiség közötti függvénykapcsolatot szintén fordított arányosságnak hívják. Ha a mennyiségek tetszőleges nullától különböző valós számok lehetnek, akkor ez a függvény hiperbolával ábrázolható. Ha a két mennyiség szorzata pozitív, akkor a hiperbola ágai az első és a harmadik; ha ez a szorzat negatív, akkor a második és a negyedik síknegyedben helyezkednek el.

## Példák
- Rögzített úthossz esetén az átlagsebesség és az eltelt idő.
- A csapból adott idő alatt kifolyó vízmennyiség és egy tartály, vagy kád megtöltéséhez szükséges idő.
- Egy bizonyos mennyiségű takarmány esetén az állatok száma és a takarmány elfogyasztásához szükséges idő.
- A Boyle–Mariotte-törvény szerint az adott tömegű ideális gázok térfogata és nyomása állandó hőmérsékleten.
- Adott teljesítmény esetén az egyenáram erőssége és feszültsége.

A tankönyvi példákban fordítottan arányosnak tekintik még:
- Az adott pénzösszegből vásárolható kimért áru mennyiségét és árát, mivel a kimért árut folytonosnak tekintik.
- Egy adott mennyiségű munka elvégzéséhez szükséges emberek számát és a munka elvégzéséhez szükséges időt, mivel eltekintenek a szervezési kérdésektől, és attól, hogy a túl sok dolgozó akadályozhatja is egymást.